# Courcelles-la-Forêt
Courcelles-la-Forêt is een gemeente in het Franse departement Sarthe (regio Pays de la Loire) en telt 408 inwoners (1999). De plaats maakt deel uit van het arrondissement La Flèche.

## Geografie
De oppervlakte van Courcelles-la-Forêt bedraagt 19,9 km², de bevolkingsdichtheid is 20,5 inwoners per km².
De onderstaande kaart toont de ligging van Courcelles-la-Forêt met de belangrijkste infrastructuur en aangrenzende gemeenten.

## Demografie
Onderstaande figuur toont het verloop van het inwonertal (bron: INSEE-tellingen).

## Foto's

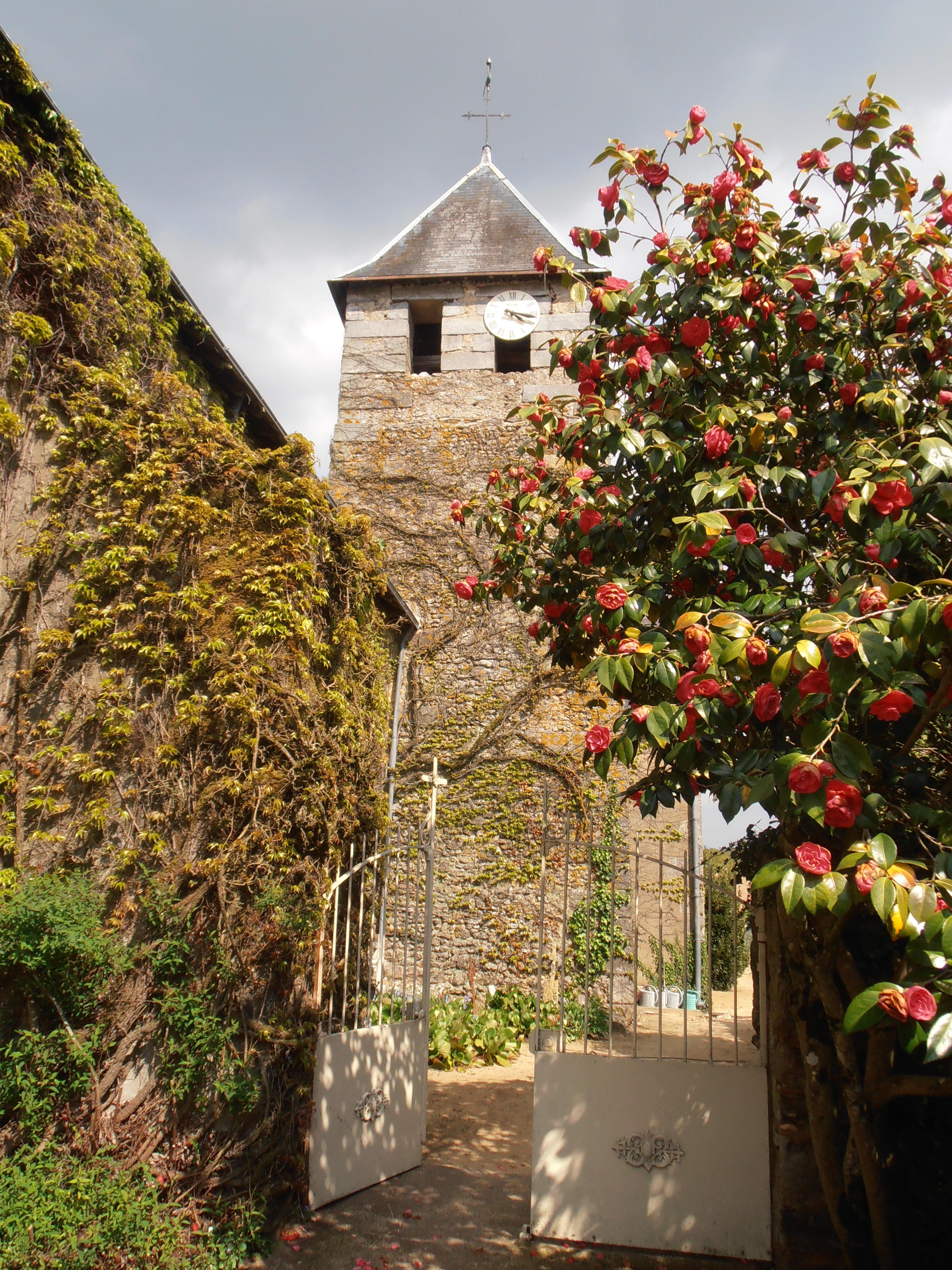
Kerk
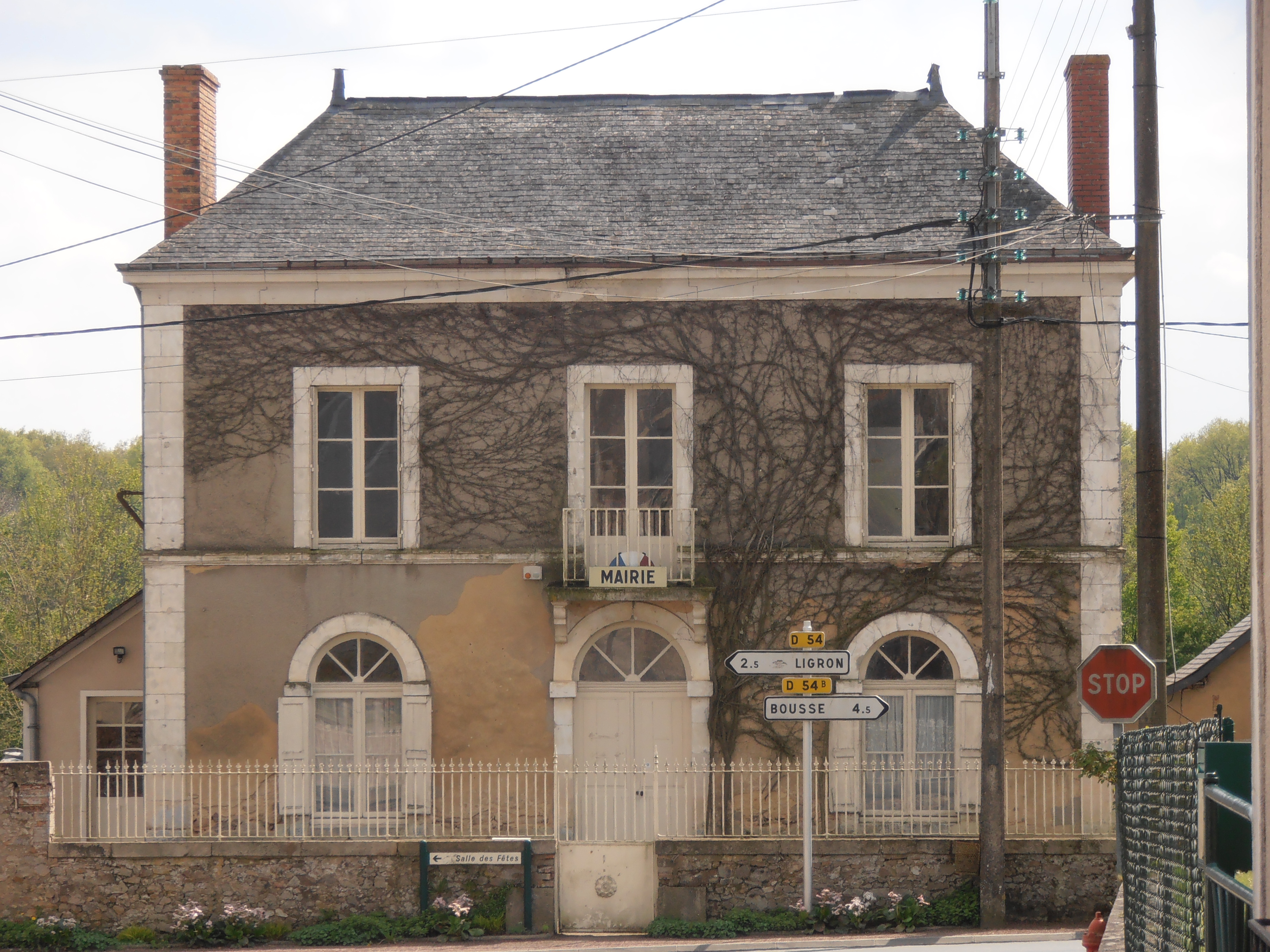
Gemeentehuis
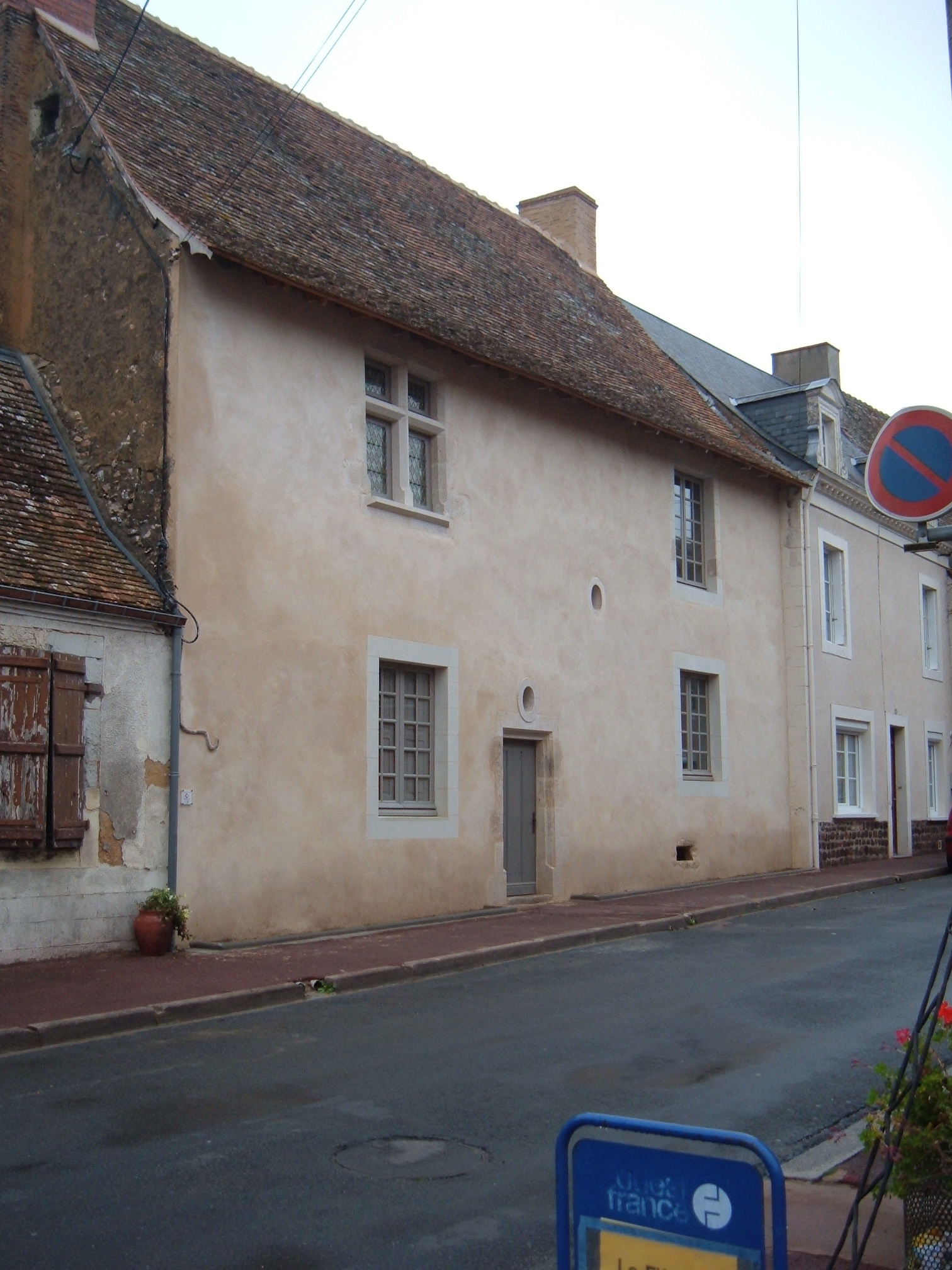
Huis

1. ↑  Populations de référence 2022.